# 溝口城
溝口城（みぞぐちじょう）は、愛知県豊山町にあった日本の城（平城）。

## 概要
溝口氏は稲沢市の溝口村と豊山町の豊場村を所領した。

## 現在の状況
現在は宅地化されて遺構は何も残っていない。城跡にあった祠が常安寺に移設されている。

## 所在地
愛知県豊山町豊場字堀之内